# Jett8 Airlines Cargo
Jett8 Airlines Cargo là một hãng hàng không hàng hóa của Singapore chỉ sau Singapore Airlines Cargo,

## Đội bay
Gồm chiếc 5 chiếc B747-200F
Một chiếc sơn Boeing 747-400F được sơn logo Jade và Jett8 Airlines Cargo

## Điểm đến
- Sân bay quốc tế Changi Singapore(Trụ sở chính)
- Sân bay quốc tế Chek Lap Kok Hong Kong
- Sân bay quốc tế Kingsfod Smith Sydney
- Sân bay quốc tế Darwin
- Sân bay quốc tế Amsterdam
- Sân bay quốc tế Findel Luxambourg
- Sân bay quốc tế Manchester
- Sân bay quốc tế Maastricht